# Mars (Loire)
Pour les articles homonymes, voir Mars.
Mars est une commune française située dans le département de la Loire en région Auvergne-Rhône-Alpes.

## Géographie

### Localisation
Mars est une commune du nord du département de la Loire dans l'arrondissement de Roanne et appartient au canton de Charlieu. Elle est limitrophe de la Saône-et-Loire puisqu'elle a une frontière avec la commune de Coublanc située dans ce de département. Les autres communes voisines de Mars sont, au sud-est Arcinges et Cuinzier, au sud Villers, à l'ouest Chandon, au nord-est Saint-Denis-de-Cabanne et au nord Maizilly. Sa situation place Mars sur le plan humain et économique dans le Roannais mais la géographie physique l'inclut dans les marges du Haut-Beaujolais.

### Climat
Pour des articles plus généraux, voir Climat d'Auvergne-Rhône-Alpes et Climat de la Loire.
En 2010, le climat de la commune est de type climat océanique dégradé des plaines du Centre et du Nord, selon une étude du Centre national de la recherche scientifique s'appuyant sur une série de données couvrant la période 1971-2000. En 2020, Météo-France publie une typologie des climats de la France métropolitaine dans laquelle la commune est exposée à un climat de montagne ou de marges de montagne et est dans la région climatique Centre et contreforts nord du Massif Central, caractérisée par un air sec en été et un bon ensoleillement.
Pour la période 1971-2000, la température annuelle moyenne est de 10,2 °C, avec une amplitude thermique annuelle de 16,7 °C. Le cumul annuel moyen de précipitations est de 898 mm, avec 11,9 jours de précipitations en janvier et 8 jours en juillet. Pour la période 1991-2020, la température moyenne annuelle observée sur la station météorologique de Météo-France la plus proche, « Charlieu », sur la commune de Charlieu à 6 km à vol d'oiseau, est de 11,6 °C et le cumul annuel moyen de précipitations est de 769,3 mm,. Pour l'avenir, les paramètres climatiques de la commune estimés pour 2050 selon différents scénarios d'émission de gaz à effet de serre sont consultables sur un site dédié publié par Météo-France en novembre 2022.

## Urbanisme

### Typologie
Au 1er janvier 2024, Mars est catégorisée commune rurale à habitat dispersé, selon la nouvelle grille communale de densité à sept niveaux définie par l'Insee en 2022.
Elle appartient à l'unité urbaine de Chauffailles, une agglomération inter-régionale regroupant cinq  communes, dont elle est une commune de la banlieue,,. Par ailleurs la commune fait partie de l'aire d'attraction de Roanne, dont elle est une commune de la couronne,. Cette aire, qui regroupe 88 communes, est catégorisée dans les aires de 50 000 à moins de 200 000 habitants,.

### Occupation des sols
L'occupation des sols de la commune, telle qu'elle ressort de la base de données européenne d’occupation biophysique des sols Corine Land Cover (CLC), est marquée par l'importance des territoires agricoles (85 % en 2018), une proportion identique à celle de 1990 (85 %). La répartition détaillée en 2018 est la suivante : 
prairies (79,3 %), forêts (12,1 %), zones agricoles hétérogènes (5,7 %), zones urbanisées (2,9 %). L'évolution de l’occupation des sols de la commune et de ses infrastructures peut être observée sur les différentes représentations cartographiques du territoire : la carte de Cassini (XVIIIe siècle), la carte d'état-major (1820-1866) et les cartes ou photos aériennes de l'IGN pour la période actuelle (1950 à aujourd'hui).

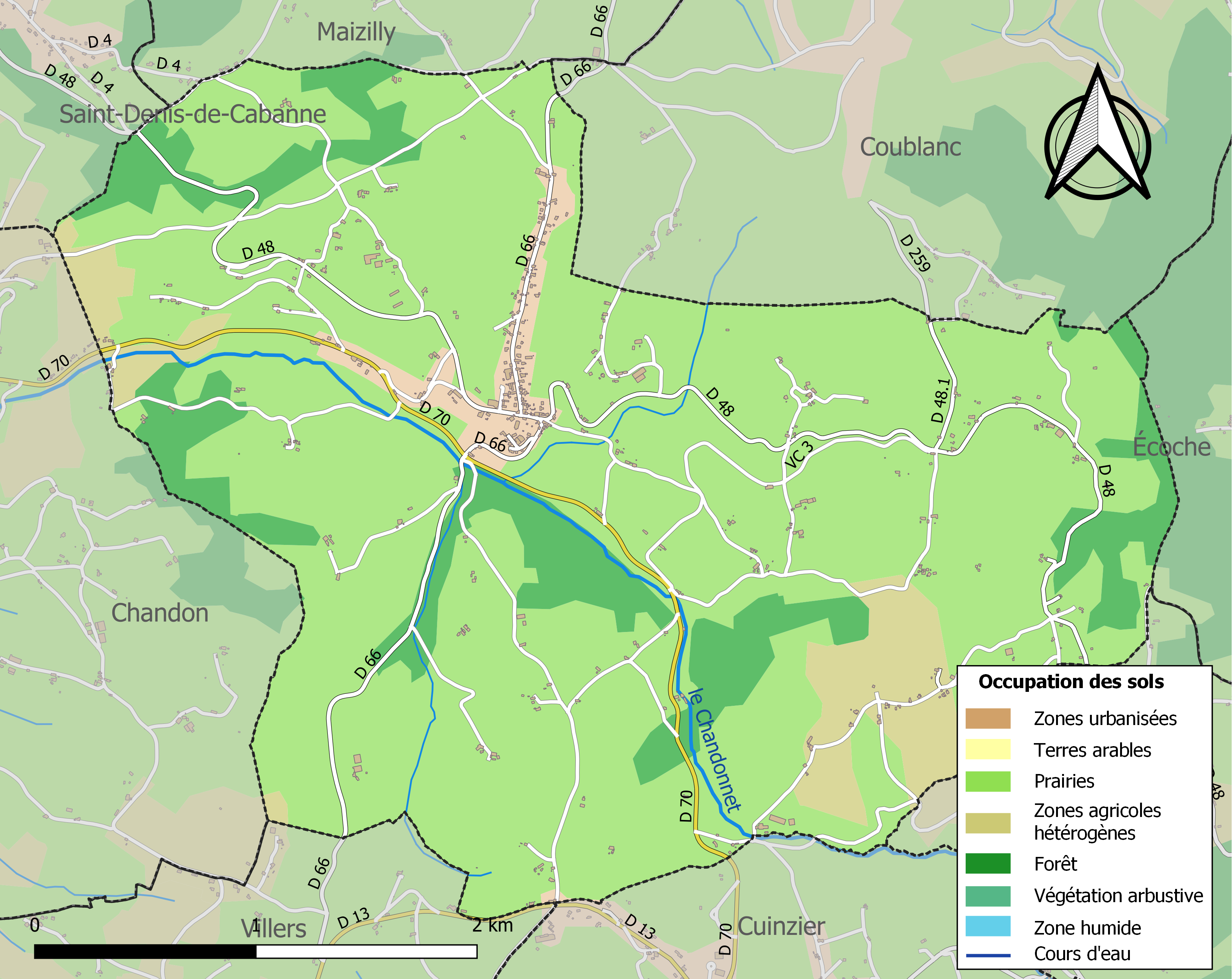
Carte des infrastructures et de l'occupation des sols de la commune en 2018 (CLC).

## Hydrographie
Le territoire de la commune est traversé du sud-est au nord-ouest sur un peu plus de 4 km par la rivière du Chandonnet qui le divise en deux parties de dimension inégale. Ainsi peuvent être définis un versant nord-est, le plus étendu, que son orientation plutôt au sud permettrait de désigner comme un "adret" (ensoleillé) en reprenant le vocabulaire franco-provençal utilisé par exemple dans les Alpes, et un versant sud-ouest de moindre dimension qui pourrait être défini comme un "ubac" (à l'ombre) car faisant plutôt face au nord. Les populations locales paraissent d'ailleurs avoir toujours été sensibles à l'exposition  des lieux habités : la commune voisine de Cuinzier, dont le disposition du relief est assez semblable à celle de Mars, juxtapose un quartier de Belviré (comprendre : bien tourné) et un hameau de Malviré (mal tourné).
Conformément à la disposition générale de la région qui s'incline depuis les hauteurs des monts du Beaujolais jusqu'à la Loire c'est sur la partie supérieure du versant nord-est que la commune atteint ses plus hautes altitudes. Le secteur le plus élevé se trouve à l'extrême est où les altitudes se maintiennent toujours à plus de 580 mètres sur les limites d'Écoche, en culminant vers 595 m. Dans la partie occidentale de ce versant, et toujours en conformité avec l'inclinaison générale de la région, les altitudes sont nettement plus modestes, de près de 120 m. inférieures à celles que nous venons de rencontrer : là, le maximum est atteint aux confins de la commune de Maizilly, à 470 mètres,  sur une échine  qui sépare le bassin du Chandonnet de celui de la rivière le Botoret. On se trouve tout de même dans une zone de collines moyennement élevées et la pente générale de ce versant est modérée. Ce plan incliné est creusé, surtout entre le bourg de Mars et les limites de Coublanc, d'Écoche et d'Arcinges, par des vallons où coulent de petits tributaires du Chandonnet, ainsi entre la Gonne et Carthelier, entre Carthelier et Villeret, entre Villeret et Essertine, entre la Croix des Cros et les Bois ou encore celui qui marque la limite de Mars et d'Arcinges. 
Le versant sud-ouest de la commune, de moitié moins étendu que le versant opposé, est aussi moins élevé mais plus uniforme dans ses  altitudes : les points les plus hauts sur les limites tant de Villers au sud que de Chandon à l'ouest se maintiennent toujours un peu au-dessous de 450 mètres et le relief tend même  à prendre la forme d'un plateau sur les confins de la commune de Villers. 
D'autre part, ce versant est partagé en deux parties par un profond vallon orienté nord-sud creusé par un petit affluent du Chandonnet qui conflue avec la rivière au Pont de Fer.
En aval, à l'ouest de la commune, du Pont de Fer aux Carrières, la rivière, plus abondante, plus proche aussi de son niveau de base (son embouchure dans le Sornin) prend une direction conséquente est-ouest (conforme à l'inclinaison générale du Roannais oriental) qui la met en parallèle avec les autres cours d'eau de la région, le Jarnossin, le Trambouzan ou le Rhodon (qui eux sont d'ailleurs des tributaires directs de la Loire).
La quasi-totalité du territoire communal de Mars relève du bassin hydrographique du Chandonnet. Dans une toute petite fraction au nord-ouest, du côté du bois de la Goutte Banay, les eaux s'écoulent directement vers le Sornin.
Le Chandonnet qui entre dans la commune à 391 m d'altitude au lieu-dit Montadre passe à 351 m, 2,5 km plus loin au Pont de Fer ayant donc une pente de 16 m/km dans la partie amont de son cours. À la sortie de la commune, 2 km encore plus loin aux Carrières, son altitude n'est plus que de 334 m soit 8,5 m/km pour la partie aval ce qui donne au talweg une courbe très concave dans les limites de Mars.

## Relief et géologie
Si le relief partage le territoire communal de Mars en deux parties grosso modo nord et sud,  la géologie le divise aussi en deux, ici aussi de manière inégale, mais cette fois-ci tranversalement d'est en ouest.
L'affleurement des terrains granitiques sur les deux tiers orientaux de la surface communale confirme son appartenance aux marges de la montagne beaujolaise; cela concerne le triangle jalonné par les Chézos, la Gonne et le Pilon, le bourg lui aussi reposant sur ce socle. 
Les sols du tiers occidental depuis la Croix des Cros jusqu'à Valorge sont constiués par des formations superficielles quaternaires dont la nature siliceuse atteste de leur formation autochtone. Les qualités pédologiques de ce revêtement peuvent passer pour meilleures que celles du socle cristallin. 
Des alluvions récentes tapissent d'autre part le fond de la vallée du Chandonnet.
Des lignes de faille ont affecté ce secteur, décelables tant là ou affleurent les terrains du socle que là où ils sont recouverts. Le sens longitudinal (nord-sud), dans l'ensemble, de ces failles témoigne du raccordement dans cette partie du Massif Central des deux directions hercyniennes varisque et armoricaine. Cette géomorphologie a notamment un retentissement sur la direction prise par les cours d'eau : c'est à l'existence de ces failles qu'est due, par exemple, le fait qu'à son entrée dans la commune le Chandonnet coule du sud vers le nord et que les ruisselets qui encadrent Cartelier s'écoulent, à l'inverse, du nord vers le sud, selon un sens subséquent (en désaccord avec la pente générale est-ouest de la région). 
La vallée, resserrée jusqu'au Pont de Mars s'élargit ensuite jusqu'au-delà du Four à Chaux pour s'étrangler de nouveau au niveau des Carrières.
Les qualités pédologiques originelles des sols ont certes aujourd'hui, grâce aux amendements, moins d'impact que par le passé sur la mise en valeur agricole. On abandonnait autrefois plus volontiers à la forêt les terrains réputés les moins bons. Pourtant on retrouve marginalement l'influence de la nature des sols dans le fait que la zone cristalline de l'est de la commune a un revêtement forestier plus important  que la zone ouest couverte de terrains de décomposition quaternaires. Dans ce domaine l'exposition joue aussi son rôle, de nos jours d'ailleurs plus déterminant que la nature des terrains : le versant tourné vers le nord présente à Mars une surface boisée proportionnellement plus étendue que le versant opposé.
Le taux de boisement général de la commune - 12,5 % - est donc loin d'être insignifiant même s'il est très inférieur à celui des communes plus engagées dans le massif beaujolais telles ses voisines Écoche ou Le Cergne (plus de 50 % en forêt dans les deux cas).

## Voies de communication

### Routes

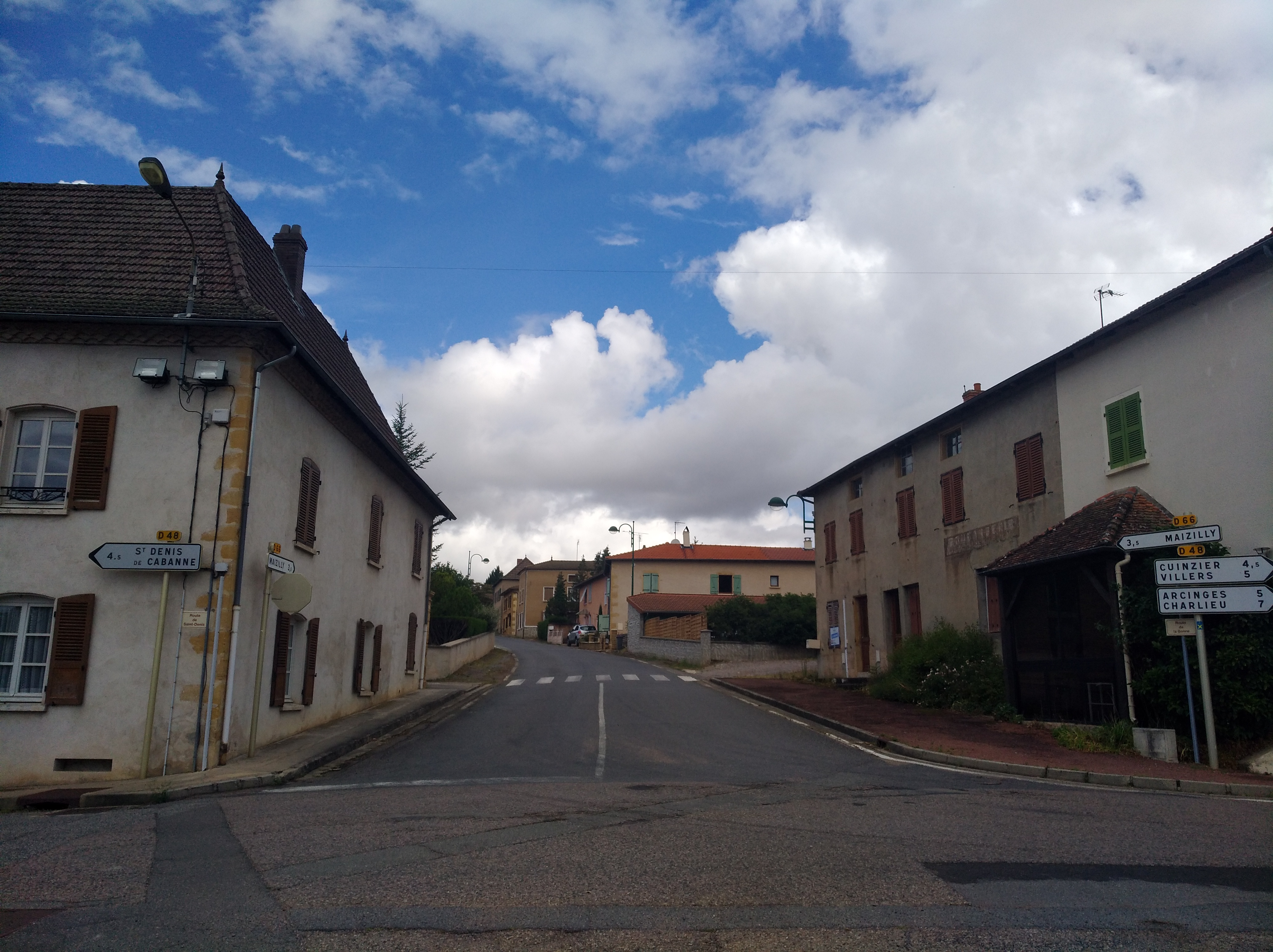
Route départementale 66 en direction de Maizilly.

Mars constitue un petit nœud routier à l'échelle locale formé de deux carrefours distants de quelques centaines de mètres seulement.  
Au bourg se croisent la route départementale 48 (qui relie Le Cergne à Saint-Denis-de-Cabanne par Arcinges) et la D66 (de Maizilly à Villers). En contrebas du bourg, au lieu-dit le Pont de Fer, la même D66 croise la route départementale 70 (qui mène de Sevelinges à Charlieu par Cuinzier). La D70 qui suit le cours du Chandonnet sur 4,5 km à travers la commune est une voie relativement passante puisqu'elle met en relation deux petites villes de la région, Cours et Charlieu. La proximité de Charlieu (7 km) place nettement Mars dans la zone d'attraction de cette localité commerçante.

### Transports en commun

#### Car
Un service régulier d'autocar dessert Mars en reliant Charlieu à Thizy-les-Bourgs plusieurs fois par semaine. Il comporte quatre arrêts sur la commune, l'un au Four à Chaux, un autre au bourg, un troisième au Pont de Fer et un dernier au Pont de Mars.

#### Transport ferroviaire
La gare ferroviaire la plus proche de Mars est celle de Roanne sur la ligne de Lyon à Paris. Celle de Chauffailles sur la ligne de Lyon à Paray-le-Monial est à 12 km.

## Histoire
Dicton de la commune:
"Cinq clochers et 4 sans cloche" : l'église de Mars a en effet 5 clochers (1 grand et 4 petits) et un seul est équipé de cloche.

## Politique et administration

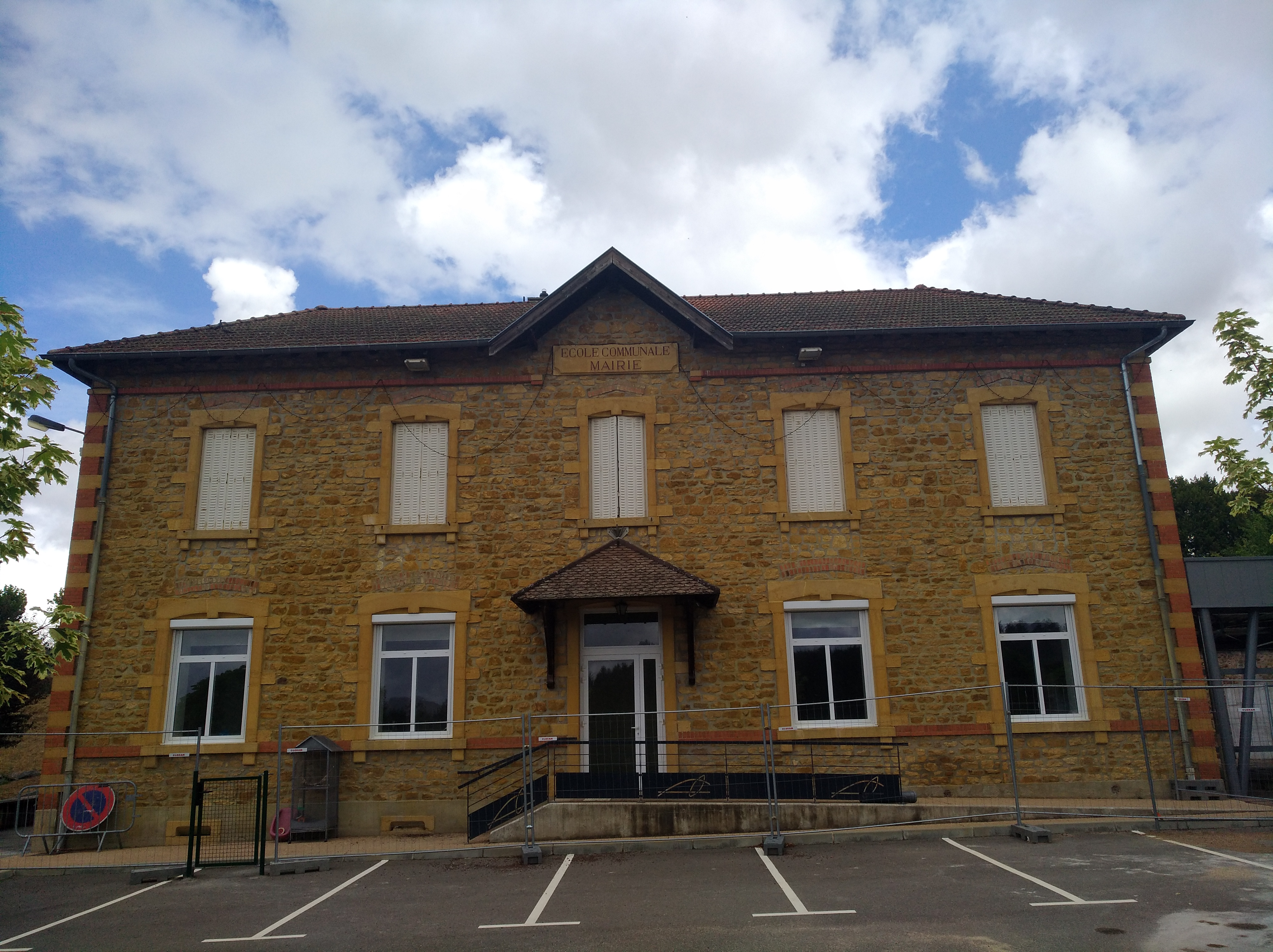
Mairie

| Période                                  | Période   | Identité          | Étiquette          | Qualité               |
| ---------------------------------------- | --------- | ----------------- | ------------------ | --------------------- |
| Les données manquantes sont à compléter. |           |                   |                    |                       |
| mars 2001                                | mars 2008 | Alain Trepardoux  |                    |                       |
| mars 2008                                | mars 2014 | Évelyne Rivollier | DVG-Apparentée PCF | Sénatrice (2016-2017) |
| mars 2014                                | En cours  | Martine Mijat     |                    |                       |

## Démographie
L'histoire démographique de la commune de Mars est analogue à celle de la plupart des communes de la région. Comme ailleurs, le maximum de population avait été atteint un peu après le milieu du XIXe siècle : la commune rassemblait 1 620 habitants en 1866. Le siècle qui a suivi a été marqué par un dépeuplement très accentué. L'exode rural, dû à la révolution économique, avait vidé la commune de plus des deux tiers de sa population et elle ne comptait plus que 504 habitants en 1968. En revanche, le dernier demi-siècle a connu une reprise de la croissance démographique qui a porté le nombre d'habitants de la commune à 557 en 2011. Ce regain de vitalité, produit au rythme annuel d'un peu plus de 1%, a été moins accentué qu'ailleurs dans la même région : 6 % à Villers, 6,5 % à Écoche.
La distribution de la population à l'intérieur de la commune correspond au schéma propre aux régions de demi-bocage, à savoir une grande dispersion de l'habitat. Comme ailleurs dans cette région, nombreux sont les écarts entre lesquels il se répartit.
Le bourg, établi sur le versant nord-est un peu au-dessus de la rivière le Chandonnet, rassemble tout de même une part notable de la population communale. Sa prépondérance ne lui est d'ailleurs disputée par aucun autre groupement d'habitations dans la commune, à la différence de ce qui a lieu chez deux de ses voisines, Coublanc où le gros hameau de Cadolon rivalise avec le bourg et Chandon où le quartier de la Croix Leigne éclipse le bourg. La place de l'église en représente le cœur mais l'agglomération se prolonge vers le nord sous la forme de deux quartiers étirés le long de la route départementale 66 : les Philippes et la Gonne. Le bourg de Mars est très proche des limites de la commune et à 500 mètres seulement de l'église, entre la Gonne et Carthelier, commence le département de Saône-et-Loire et la région Bourgogne-Franche-Comté.
Sur le même versant que le bourg se répartissent, à l'ouest les hameaux La Croix des Cros, la Rivière, les Bois, les Raforts et quelque lieudits comme l'Étang et Rongefer mais c'est la partie est de ce versant, plus étendue, qui groupe les écarts les plus nombreux, les hameaux Carthelier, les Aguets, Villeret, les Chézos, le Méplié, Foncomtal, les Roches et les lieudits Essertine et les Terres;
Le versant sud-ouest, moins vaste, est aussi moins densément peuplé : moins d'un quart seulement de la commune s'y répartit, dispersé en quelques hameaux pourtant bien constitués, la Côte, Valorge, les Combes, les Bruyères et le Pilon.
Le fond de la vallée du Chandonnet est jalonné d'amont en aval par le hameau de Montadre, les lieudits le Pont de Mars, le Pont de Fer, le hameau du Four à Chaux et le lieu-dit les Carrières.
L'évolution du nombre d'habitants est connue à travers les recensements de la population effectués dans la commune depuis 1793. Pour les communes de moins de 10 000 habitants, une enquête de recensement portant sur toute la population est réalisée tous les cinq ans, les populations de référence des années intermédiaires étant quant à elles estimées par interpolation ou extrapolation. Pour la commune, le premier recensement exhaustif entrant dans le cadre du nouveau dispositif a été réalisé en 2007.

En 2022, la commune comptait 560 habitants, en évolution de +0,36 % par rapport à 2016 (Loire : +1,32 %, France hors Mayotte : +2,11 %).
| 1793  | 1800 | 1806  | 1821  | 1831  | 1836  | 1841  | 1846  | 1851  |
| ----- | ---- | ----- | ----- | ----- | ----- | ----- | ----- | ----- |
| 1 000 | 828  | 1 022 | 1 207 | 1 316 | 1 297 | 1 330 | 1 350 | 1 407 |

| 1856  | 1861  | 1866  | 1872  | 1876  | 1881  | 1886  | 1891  | 1896  |
| ----- | ----- | ----- | ----- | ----- | ----- | ----- | ----- | ----- |
| 1 410 | 1 490 | 1 620 | 1 596 | 1 579 | 1 495 | 1 503 | 1 429 | 1 424 |

| 1901  | 1906  | 1911  | 1921 | 1926 | 1931 | 1936 | 1946 | 1954 |
| ----- | ----- | ----- | ---- | ---- | ---- | ---- | ---- | ---- |
| 1 421 | 1 323 | 1 168 | 877  | 792  | 748  | 728  | 601  | 560  |

| 1962 | 1968 | 1975 | 1982 | 1990 | 1999 | 2006 | 2007 | 2012 |
| ---- | ---- | ---- | ---- | ---- | ---- | ---- | ---- | ---- |
| 522  | 504  | 518  | 524  | 533  | 551  | 553  | 553  | 562  |

| 2017 | 2022 | - | - | - | - | - | - | - |
| ---- | ---- | - | - | - | - | - | - | - |
| 560  | 560  | - | - | - | - | - | - | - |

## Culture locale et patrimoine

### Lieux et monuments

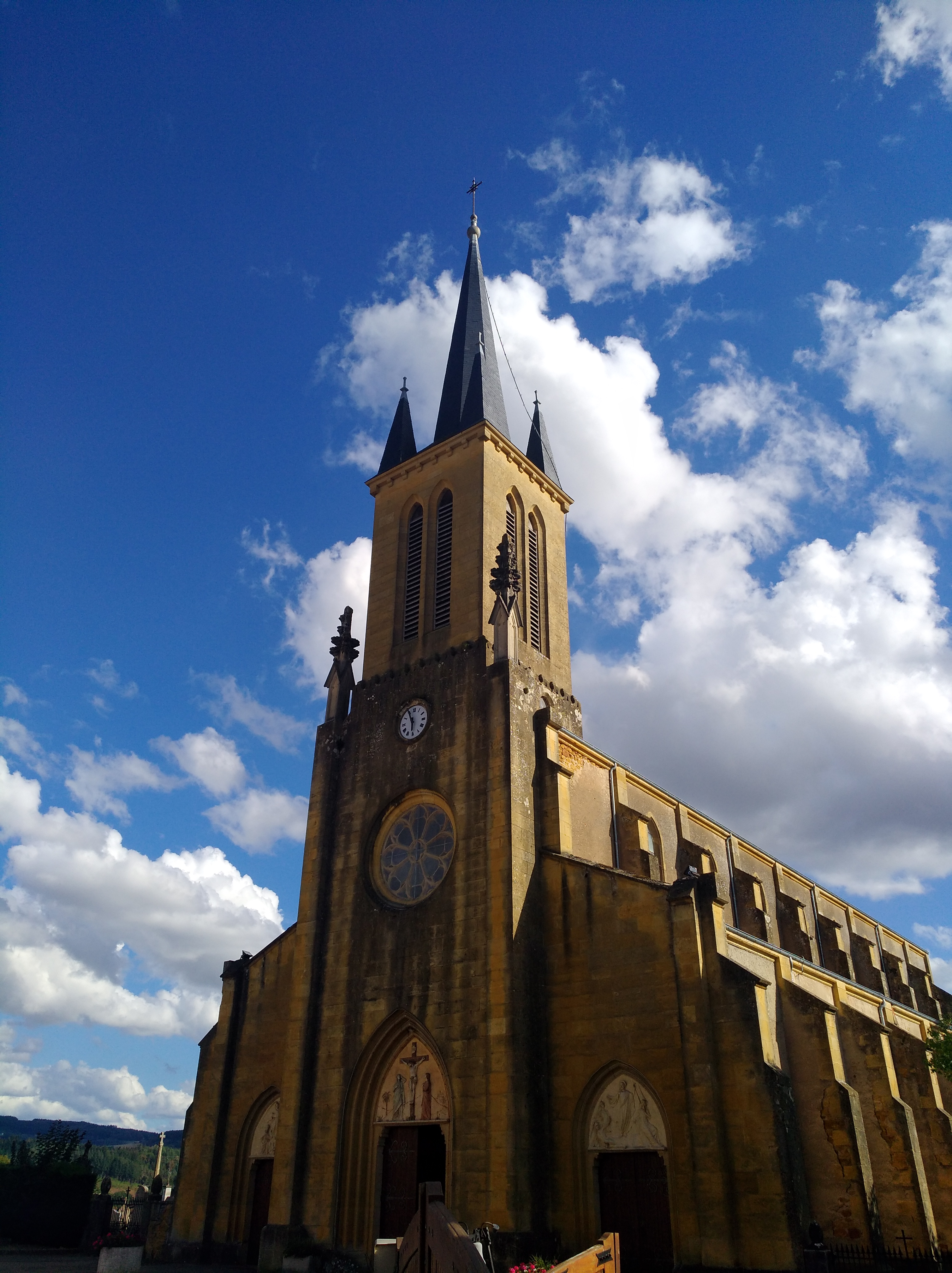
Église Saint-Corneille

- Église Saint-Corneille de Mars.

### Héraldique
|  | Les armoiries de Mars se blasonnent ainsi : De gueules au chevron d’or chargé d’un tourteau du champ, accompagné de trois grappes de raisin d’or; à la bordure componée de sable et d'or. Création Bernard Chazelle, adoption janvier 2016. |

### Personnalités liées à la commune
- Jacques-Rémy Girerd (° 1952), réalisateur et producteur de films d'animation (La Prophétie des grenouilles, Mia et le Migou, etc.), né à Mars.